# Alexander Bain
Alexander Bain (12 d'octubre de 1810 - 2 de gener de 1877) va ser un inventor i enginyer escocès, nascut a Houstry, comtat de Caithness. Va ser el primer en inventar i patentar un rellotge elèctric. Va inventar una màquina de fax el 1843. Va instal·lar les línies de telègraf ferroviari entre Edimburg i Glasgow.

## Biografia
Després de treballar amb un rellotger a Wick (Escòcia), va arribar a Londres el 1837 i va treballar com rellotger pel seu compte. El 1840, va crear el primer rellotge elèctric.
Bain tenir la idea d'utilitzar aigua per tancar el circuit elèctric del telègraf. Després, el 1841, va unir forces amb Wright per perfeccionar el sistema de control de circulació dels trens en l'entorn ferroviari. El 1846 va presentar una patent per a un telègraf electroquímic per al qual va desenvolupar un alfabet compost de guions i punts semblant al sistema Morse, però molt més ràpid de funcionament, en tenir menys parts mòbils. Va ser utilitzant aquest procés que Thomas Edison va dur a terme un experiment per transmetre 1.057 mots en 57 segons També va idear un sistema d'alarma contra incendis.
Les seves patents van ser utilitzades en els primers temps de la telegrafia, particularment per competir amb les de Samuel Morse, per exemple als Estats Units per la New England Telegraph Company, de Henry O'Rielly.
Va passar els últims anys de la seva vida, paralitzat, al manicomi d'incurables de Bromhill, prop de Glasgow, on va morir.

## Màquina de facsímil

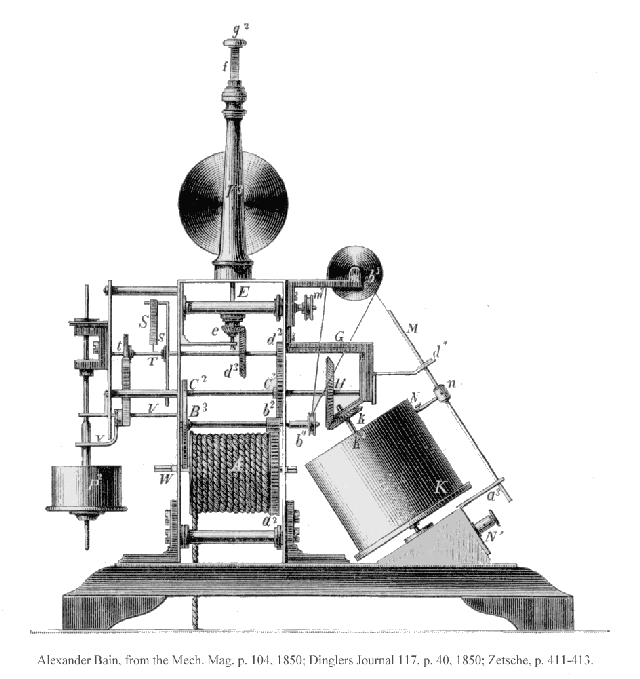
Màquina facsimil de Bain. 1850

Bain va treballar en una màquina de fax experimental del 1843 al 1846. Va utilitzar un rellotge per sincronitzar el moviment de dos pèndols per a l'exploració línia per línia d'un missatge. Per a la transmissió, Bain va aplicava agulles metàl·liques disposades sobre un cilindre fet de material aïllant. Una sonda elèctrica que transmetia impulsos d'encès/apagat escanejant les agulles a través del paper. El missatge es reproduïa a l'estació receptora sobre paper sensible electroquímic impregnat amb una solució química semblant a la desenvolupada per al seu telègraf químic. En la seva descripció de patent datada el 27 de maig de 1843 per "millores en la producció i regulació de corrents elèctrics i millores en rellotges, i en impressió elèctrica i telègrafs de senyal", va afirmar que "una còpia de qualsevol superfície composta de materials conductors i no conductors es pot reproduir per aquests mitjans". L'emissor i el receptor estaven connectats per cinc cables. El 1850 va sol·licitar una versió millorada, però va ser massa tard, ja que Frederick Bakewell havia obtingut una patent per al seu "telègraf d'imatge" dos anys abans, el 1848.
Els mecanismes de laboratori de Bain i Bakewell reproduïen imatges de mala qualitat i no eren sistemes viables perquè l'emissor i el receptor mai estaven realment sincronitzats. El 1861, el físic italià Giovanni Caselli va inventar la primera màquina de telefax electromecànica explotada comercialment, el pantelegraph. Va introduir el primer servei de telefax comercial entre París i Lió almenys 11 anys abans de la invenció dels telèfons operatius.

## Telègraf químic
El 12 de desembre de 1846, Bain, que aleshores vivia a Edimburg, va patentar un telègraf químic. Se'n havia adonat que tant el telègraf de Morse com els altres telègrafs utilitzats aleshores, eren relativament lents degut a la inèrcia mecànica de les seves parts mòbils, i va idear un sistema. Fent passar el corrent del senyal activador de l'electroimant de Morse, directament sobre la cinta en moviment "tractada prèviament", la reacció forçada pel pas del corrent deixava una marca blava llegible sobre la cinta. El tractament del paper consistia en amarar la cinta amb una barreja de nitrat d'amoni i ferrocianur de potassi.
La velocitat a la que es podien fer les marques sobre el paper era tan alta que la senyalització manual no podia seguir el ritme, i per això Bain va idear un mètode d'emissió automàtica controlat amb una cinta de paper perforada. El concepte va ser utilitzat més tard per Wheatstone en el seu telègraf automàtic. El telègraf químic de Bain es va provar entre París i Lille, i va assolir una velocitat de 282 paraules en 52 segons, un gran avanç sobre el telègraf de Morse que només podia arribar a unes 40 paraules per minut.
A Anglaterra, el telègraf de Bain es va utilitzar als centres de la Electric Telegraph Company d'una forma limitada, i el 1850 va ser utilitzat a Amèrica per Henry O'Reilly. No obstant això, va incórrer en l'hostilitat de Samuel Morse, que va obtenir una ordre cautelar contra ell amb al·legant que la cinta de paper i l'alfabet utilitzats estaven protegits per la seva patent. En conseqüència, el 1859 el telègraf de Bain va quedar en ús només en una línia i mai va entrar en ús general.

## Legat

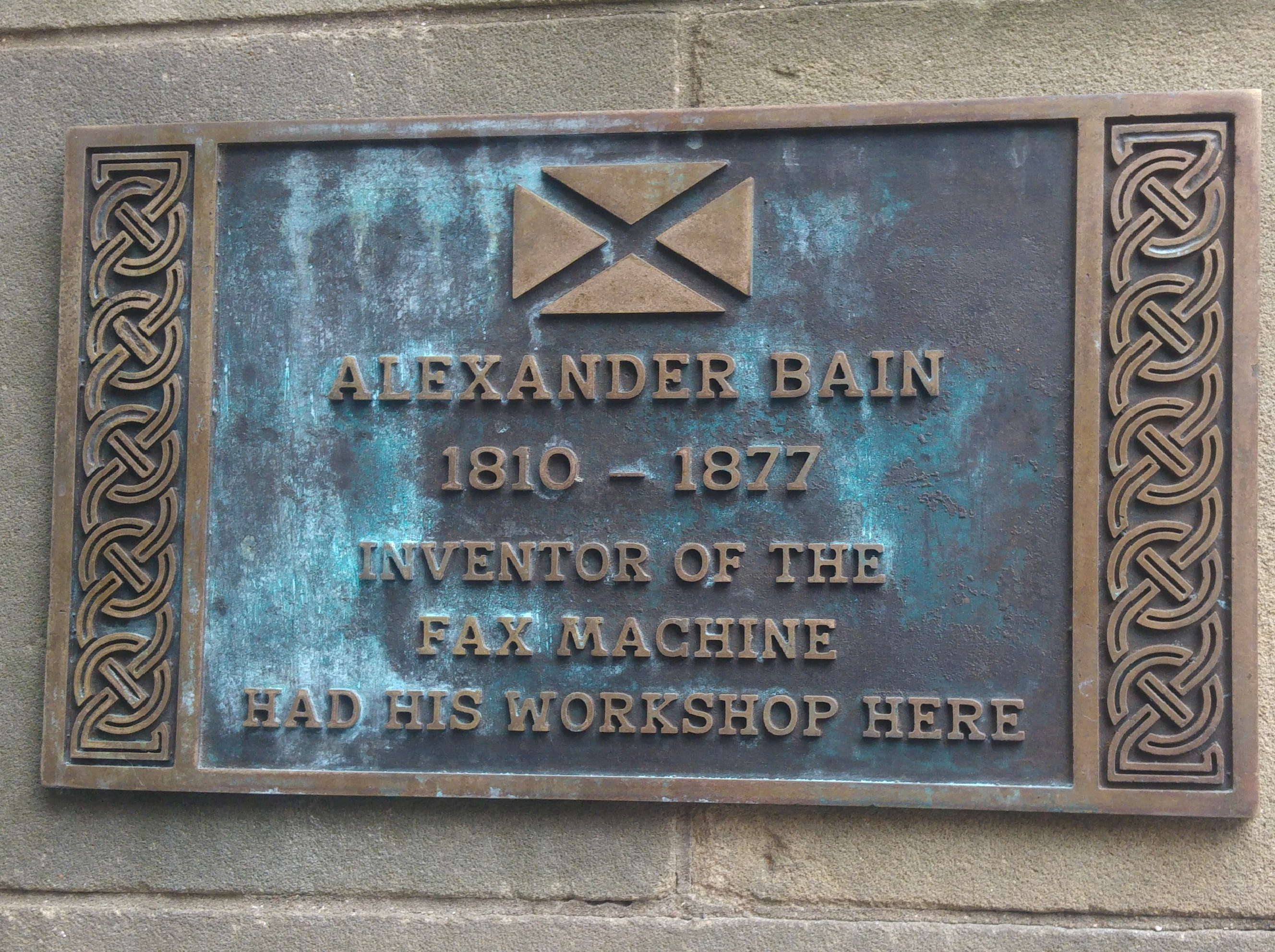
Una placa commemorativa a Bain al seu antic taller al carrer Hanover d'Edimburg.

L'any 2016, va ser guardonat pòstumament amb el Technology & Engineering Emmy Award "pel seu treball pioner en la transmissió d'imatges". L'estatueta està exposada a l'Ajuntament de Kirkintilloch.